# Alexander Tietze
Alexander Tietze (Neumark, 6 febbraio 1864 – Breslavia, 19 marzo 1927) è stato un chirurgo tedesco. Noto soprattutto per aver descritto per primo nel 1921 la sindrome di Tietze, un'infiammazione benigna delle cartilagini presenti a livello costale.

## Biografia
Studiò medicina a Breslavia e conseguì il dottorato nel 1887.
Dal 1888 al 1895 Tietze lavorò come assistente nella clinica chirurgica di Breslavia.
Nel 1894 conseguì la carica di chirurgo e nel 1896 diventò primario chirurgo presso l'ex ospedale Allerheiligen (Tutti i Santi). Tietze scrisse un libro di chirurgia d'urgenza, pubblicato nel 1927 (qui descrisse la sindrome di Tietze), e scrisse molti altri libri e pubblicazioni scientifiche su altre questioni mediche.
Tietze morì il 27 marzo 1927 a Breslavia.